# Calochortus umbellatus
Calochortus umbellatus är en liljeväxtart som beskrevs av Alphonso Wood. Calochortus umbellatus ingår i släktet Calochortus och familjen liljeväxter. Inga underarter finns listade.